# 第10回全国中等学校ラグビーフットボール大会
第10回全国中等学校ラグビーフットボール大会（だい10かいちゅうとうがっこうラグビーフットボールたいかい）は、1928年（昭和3年）1月に、阪神甲子園球場で開催された、旧制中学校・実業学校を対象としたラグビーの競技大会である。
前回大会から2年開いているのは、1926年（大正15年）12月25日の大正天皇崩御に伴って1927年（昭和2年）1月の開催が中止となったためである。

## 概要
今大会から第15回大会まで参加チームは8校になった。

## 参加チーム
- 早稲田実業中学校（東京都）(2大会連続2回目)
- 慶應義塾普通部[1]。（東京都）(2大会連続3回目)
- 京都市立第一商業学校（京都府）(10大会連続10回目)
- 同志社中学校（京都府）(9大会連続9回目)
- 大阪府立天王寺中学校（大阪府）(3大会連続3回目)
- 天理中学校（奈良県）(初出場)
- 福岡県立福岡中学校（福岡県）(2大会連続2回目)
- 奉天中学校[2]（外地）(初出場)

## 試合結果

### 1回戦
- 奉天中3-24 天王寺中
- 京一商0-5 慶應普通部
- 天理中0-6 福岡中
- 早実5-26 同志社中

### 準決勝
- 天王寺中 9-3慶應普通部
- 福岡中3-11 同志社中

### 決勝
同志社中が2年連続7回目の優勝を果たした
- 同志社中 11-0天王寺中